# Relations entre la Bulgarie et la Serbie
Les relations entre la Bulgarie et la Serbie sont établies le 18 janvier 1879. La Bulgarie a une ambassade à Belgrade tandis que la Serbie a une ambassade à Sofia. Entre 20 000 et 30 000 citoyens d'origine bulgare vivent en Serbie.
Les deux pays sont membres de l'Initiative centre-européenne et de l'Organisation de coopération économique de la mer Noire. Les deux pays partagent une frontière commune longue de 318 kilomètres. La Bulgarie est membre de l'Union européenne depuis le 1er janvier 2007.

## Tableau comparatif
|                       | Bulgarie | Serbie                                                                                                 |
| --------------------- | --- | --- |
| Population            | 7 282 041 | 7 186 862 (en excluant le Kosovo)                                                                      |
| Superficie            | 110 910 km2 | 88 361 km2                                                                                             |
| Densité               | 68,9 hab/km² | 91,9 hab/km²                                                                                           |
| Capitale              | Sofia | Belgrade                                                                                               |
| Plus grande ville     | Sofia - 1 241 396 (1 301 683 aire métropolitaine)                                                                        | Belgrade - 1 640 000 (2 000 000 aire métropolitaine)                                                   |
| Gouvernement          | République parlementaire                                                                                                 | République parlementaire                                                                               |
| Langues officielles   | Bulgare | Serbe (langues provinciales officielles : slovaque, hongrois, roumain, rusyn, croate)                  |
| Religions principales | 82,64 % christianisme orthodoxe, 12,20 % islam, 0,55% catholicisme, 0,53 % protestantisme, 0,19 % autre, 3,57 % athéisme | 84,1 % christianisme orthodoxe, 6,24 % catholicisme, 3,62 % islam, 2 % protestantisme, 5,4 % autre     |
| Groupes ethniques     | 84 % Bulgares, 9 % Turcs, 5 % Roms et 2 % autres groupes                                                                 | 83 % Serbes, 4 % Hongrois, 2 % Bosniaques, 1,5 % Roumains, 1 % Yougoslaves, 1 % Slovaques, 10 % Autres |
| PIB (nominal)         | 51 989 milliards USD (6 857 USD per capita)                                                                              | 50 061 USD milliards (6 781 USD per capita)                                                            |